# Appleton Roebuck
Appleton Roebuck – wieś w Anglii, w hrabstwie North Yorkshire, w dystrykcie (unitary authority) North Yorkshire. Leży 11 km na południowy zachód od miasta York i 272 km na północ od Londynu.